# 西汉水
西汉水，又名犀牛江，河流名。嘉陵江一级支流。源出甘肃省礼县北部与天水市秦城区南部交界处，有寨子山南源与长板梁北源两源。两源在天水镇汇合后，始称西汉水。西汉水先向西南流，经天水镇、盐关镇、长道镇，在礼县顺利峡转向南流，流经飞龙林桥后在雷坝再折转向东，直至汇入嘉陵江。全长246公里，流域面积10103平方公里。年均流量56立方米／秒。自然落差899米，水能理论蕴藏量27.69万千瓦。是嘉陵江上游的重要支流，也是含沙量较大的支流。